# Kummelbykören
Kummelbykören var en kyrkokör som verkade i Kummelby kyrka på 1960- och 70-talen under ledning av Anders Lindström. Med honom som ledare gjorde kören flera turnéer och skivinspelningar i hans arbete med att införa anglikansk körmusik i svensk kyrkomusiktradition.